# Меркулов, Василий Аполлонович
Василий Аполлонович (Полиевктович) Меркулов (1860, Одесса — 1910) — русский революционер, член партии «Народная воля», согласившийся сотрудничать со следствием и дать правдивые показания на «Процессе двадцати».

## Биография
Солдатский сын из Одессы. Образования не получил. С 9-ти лет начал учиться ремеслу столяра. Работал в разных столярных мастерских.
Сблизился с народниками, вошёл в кружок Е. О. Заславского, затем — в Южно-российский союз рабочих.
В 1878 году встретился в Одессе с Иваном Ивичевичем, через него познакомился с А. И. Желябовым и вошел в кружок лиц, занимавшихся революционной деятельностью.
С 1879 года — член партии «Народная воля».
Выполнял поручения партии:
- организация и оснащение железнодорожной будки сторожей на 14 версте от Одессы с целью покушения на царский поезд Александра II (октябрь 1879 года);
- подкоп под мостовой из дома по ул. Пушкинской 47 в Одессе для установки заряда динамита с целью взрыва царского экипажа (апрель 1880);
- закладка мины у Каменного моста в Санкт-Петербурге (лето 1880);
- подкоп на ул. Малой Садовой в Санкт-Петербурге (февраль 1881).

Арестован 27 февраля 1881 года. 12 апреля 1881 года согласился сотрудничать со следствием и дал правдивые показания.
Участвовал в Процессе двадцати народовольцев, проходившем с 9 февраля по 15 февраля 1882 года в Особом Присутствии Правительствующего Сената
Понимая, что на суде народовольцы могут с ним расправиться, 26 января 1882 года написал прошение в суд с просьбой о том, чтобы во время перерывов его не сажали в одно помещение с другими подсудимыми.
В последний день суда, 15 февраля, перед постановкой вопросов о виновности, когда подсудимые были введены в зал суда, один из подсудимых Тетёрка М. В. ударил по лицу Меркулова. Меркулов заплакал, размазывая слёзы и кровь по лицу, а Тетёрка по указанию первоприсутствующего Дейера П. А., был немедленно препровождён конвоем из зала.
Приговорен к бессрочным каторжным работам. 31 июля 1883 года Департамент полиции возбудил вопрос о замене ему наказания ссылкой на Кавказ.
Министерство юстиции Российской империи поддержало это ходатайство, мотивируя:
- показаниями,
- поведением на суде,
- установлением личности А. В. Якимовой, для чего его возили в Киев,
- его показаниями по Одессе.

26 августа 1883 года Департамент полиции сообщил, что ходатайство удовлетворено. 22 июня 1895 года было даровано полное помилование.